# Dolichos corymbosus
Dolichos corymbosus är en ärtväxtart som beskrevs av Rudolf Wilczek. Dolichos corymbosus ingår i släktet Dolichos och familjen ärtväxter. Inga underarter finns listade i Catalogue of Life.